# Askale Tafa

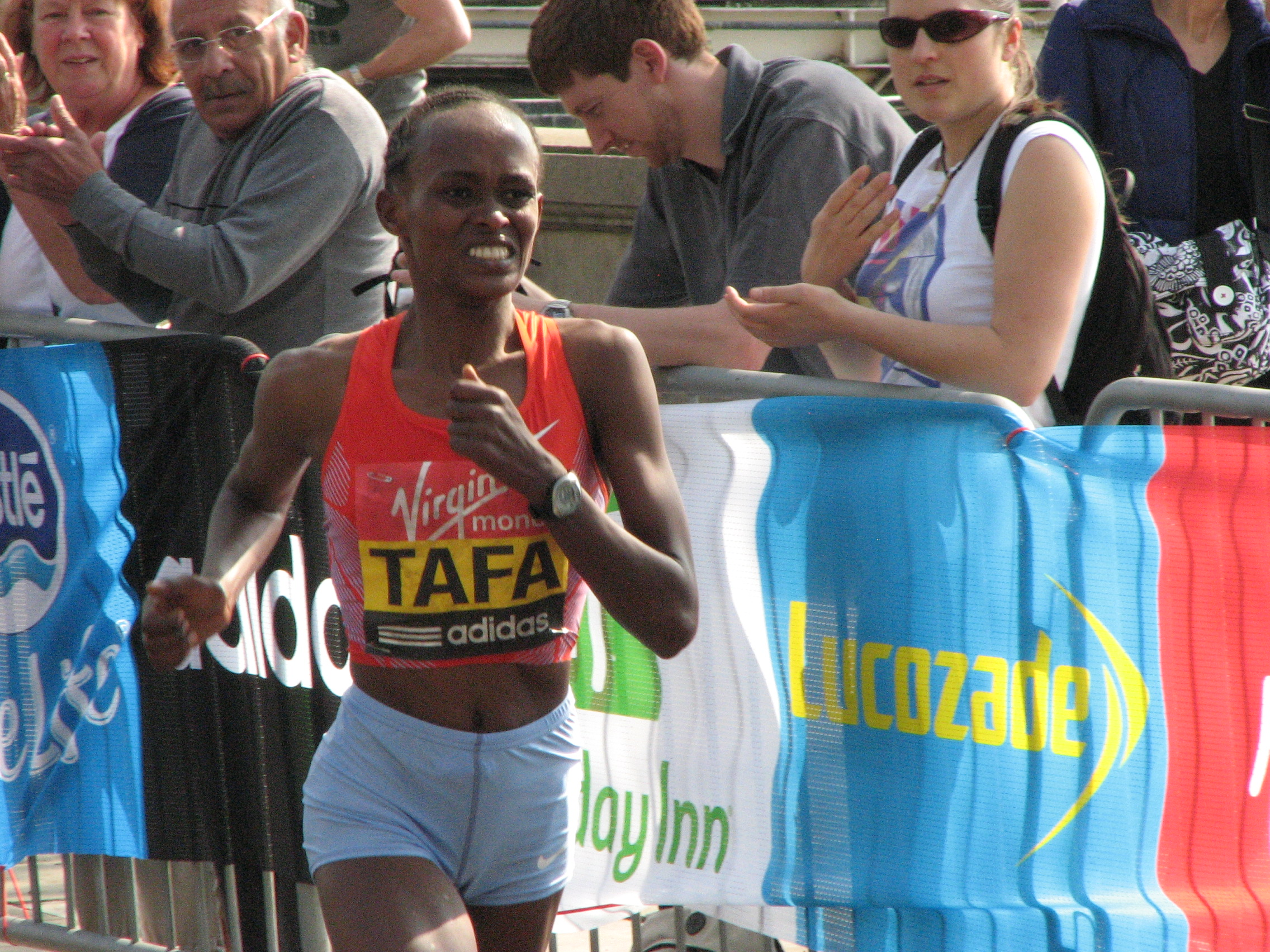
Askale Tafa beim London-Marathon 2011

Askale Tafa (Askale Tafa Magarsa; * 27. September 1984) ist eine äthiopische Langstreckenläuferin, die sich auf den Marathon spezialisiert hat.
2005 wurde sie Dritte beim Rom- und beim Berlin-Marathon. 2006 siegte sie beim Mailand-Marathon und 2007 beim Dubai-Marathon. Im selben Jahr gewann sie den Paris-Marathon in 2:25:07 h.
Beim Marathon der Leichtathletik-Weltmeisterschaften 2007 in Osaka belegte sie den 22. Platz.
2008 wurde sie Dritte in Dubai, Fünfte beim Boston-Marathon und Zweite in Berlin mit ihrer persönlichen Bestzeit von 2:21:31.
2010 wurde sie Sechste in Dubai und Fünfte beim London-Marathon.